# Arlington (Kentucky)
Arlington è un comune degli Stati Uniti d'America, situato nello Stato del Kentucky, nella Contea di Carlisle.